# Ачит-Нуур
Ачит-Нуур (до 1989 г. по-русски именовалось Ачит-Нур, монг. Ачит нуур — «благодетельное озеро», каз. Ахит көлі) — озеро на западе Монголии. Западная половина озера входит в аймак Баян-Улгий (сомон Ногооннуур), а восточная половина — в Убсунурский аймак (сомон Бухемурен). Население восточного побережья озера составляют дербеты, западного берега — в основном казахи (около 2/3) и дербеты (1/3).
Озеро расположено в Ачитнурской котловине. Основные питающие реки — Бухемурен и Алтангадас-Гол и Улиастайн-Гол. Ачитнурская котловина ограничена с севера отрогами массива Монгун-Тайга, с востока массивом Хархираа, с запада отрогами хребта Монгольский Алтай, а с юга горами Улаан-Лонх-Уул.
Озеро Ачит-Нуур — проточное: на юге оно соединено протокой с озером Зуун-Хол-Нуур, которое в свою очередь соединяется короткой рекой Усаны-Холоойн-Гол в качестве левого притока с рекой Кобдо-Гол.
Берега опустынены, по берегам преимущественно каменистый обрывы и скалы из песчаника. На севере и востоке берега низменные, заболоченные.
Озеро мелкое, при площади 297 км² средняя глубина составляет 2,2 м, максимальная глубина 5 м, объём воды — 0,665 км³.
В озере водятся чёрный осман, хариус. Примыкающие к озеру дельты рек образуют обширные заболоченные области, поросшие осокой и камышом, в которых изобилуют различные виды птиц.